# جشنواره فیلم عمار
جشنواره مردمی فیلم عمار یک جشنواره سینمایی ایرانی است که دی ماه هر سال در ایران برگزار می‌شود.
در بحبوحه درگیری سازمان سینمایی با خانه سینما و دستگیری تعدادی از مستندسازان ایرانی به اتهام ارتباط با بیگانگان، این جشنواره از همان ابتدا به عنوان رقیبی انقلابی برای سینمای مستند ایران مطرح شد و هدف خود را گرفتن تریبون از دست دادن روشنفکران و دادن آن به دست بچه حزب‌اللهی‌ها خواند.

## دوره‌ها
اولین دوره این جشنواره در سال ۸۹ و در سالگرد راهپیمایی ۹ دی ۱۳۸۸ برگزار شد و حدود بیست اثر، هم‌زمان در۳۰ نقطه از ایران اکران شدند.
جشنواره مردمی فیلم عمار، سال ۸۹ در روزهای ۱۶ و ۱۷ دی در سینما سپیده و به‌طور همزمان در ۲۰۰ شهر و روستای ایران برگزار شد. دومین دوره جشنواره عمار ۷ الی ۱۳ دی ماه ۹۰ در سینما فلسطین تهران برگزار شد. سومین دوره جشنواره عمار سوم تا نهم دی ماه سال ۹۱ برگزار شد. جشنواره سوم در چهار بخش مستند، سینمایی، نماهنگ و انیمیشن برگزار شد.
چهارمین دوره ۱۳ دی ماه ۱۳۹۲ طی مراسمی در سینما فلسطین آغاز به کار کرده است، نادر طالب زاده دبیر این دوره بود.
مراسم اختتامیه ششمین جشنواره در حالی شامگاه پنج شنبه ۱۷ دی ۱۳۹۴ در مراسمی با معرفی برگزیدگان و تجلیل از خانواده جانباختگان مدافع حرم به کار خود پایان داد که فانوس ویژه این جشنواره مردمی به فرج‌الله سلحشور سینماگر و کارگردان سینما رسید.
مراسم اختتامیه هفتمین جشنواره ۱۷ دی ۱۳۹۵ در فرهنگسرای بهمن برگزار و برگزیدگان بخش‌های مختلف جوایز خود را دریافت کردند.